# Azia maggiore

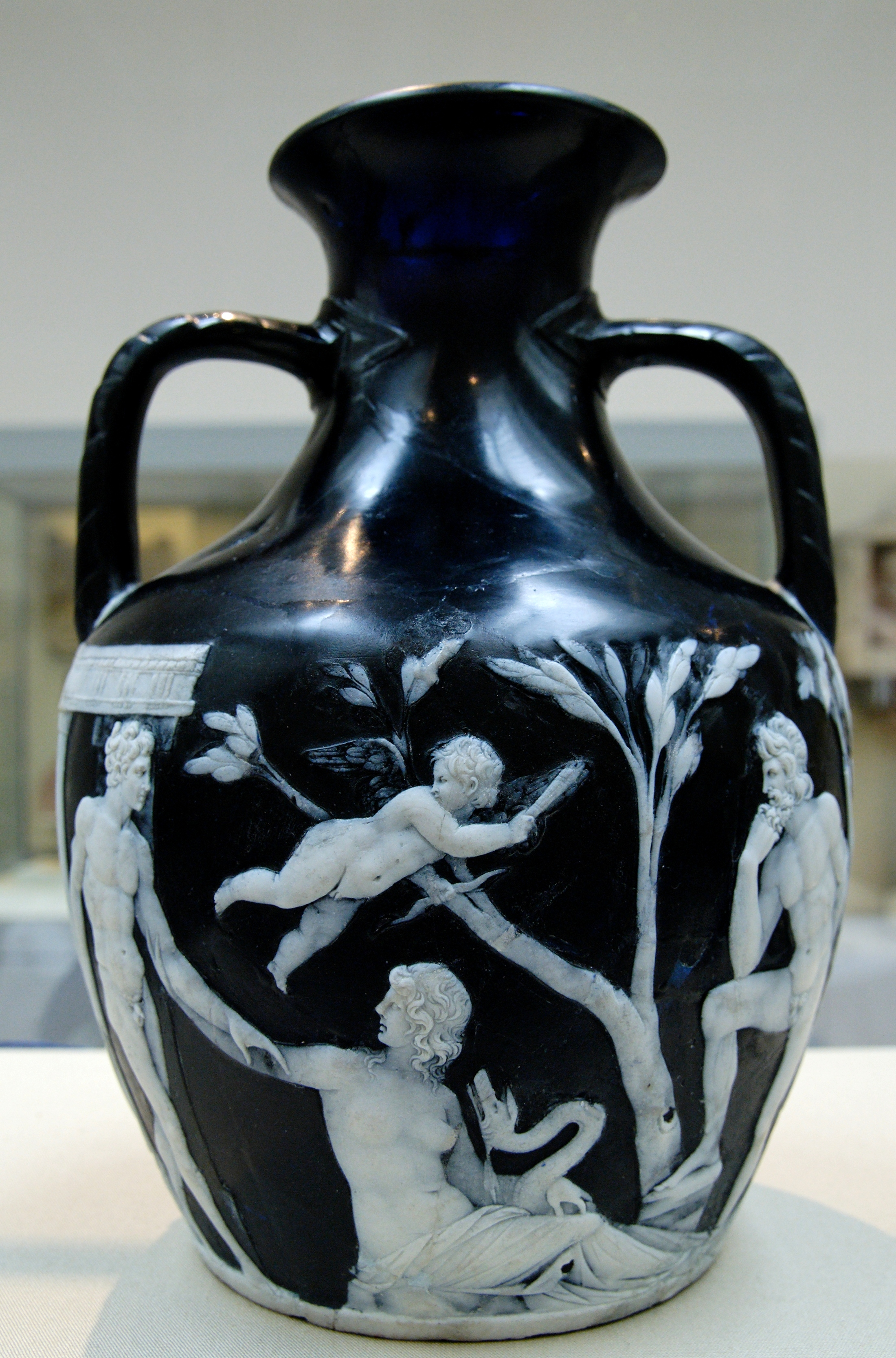
Il Vaso Portland, raffigurante Azia fecondata da Apollo sotto forma di serpente

Azia Maggiore (anche nota come Azia Balba Cesonia, in latino Atia Balba Caesonia; Roma, 85 a.C. – 43 a.C.), della gens Atia, era figlia di Marco Azio Balbo e della sorella di Gaio Giulio Cesare, Giulia minore. Fu la madre del primo imperatore romano, Augusto e di Ottavia minore, quest'ultima a sua volta moglie, per alcuni anni, di Marco Antonio.

## Biografia
Sua sorella fu Azia minore, moglie di Lucio Marcio Filippo figlio di Lucio Marcio Filippo, console del 56 a.C., dal quale ebbe una figlia, Marcia, cugina di Ottaviano, che sposò Paolo Fabio Massimo, console nell'11 a.C..
Azia maggiore fu moglie del governatore della Macedonia, Gaio Ottavio. I loro figli furono Ottavia minore e Gaio Ottavio Turino, in seguito noto come Cesare Ottaviano Augusto. Svetonio racconta che nei libri delle «Avventure divine» di Asclepiade di Mende, Azia, dopo essersi recata a una cerimonia in onore di Apollo, si addormentò all'interno del tempio sopra la sua lettiga, mentre le altre donne facevano ritorno a casa. Un serpente, allora, strisciò fino a lei, per poi andarsene. Quando Azia si svegliò, si purificò accorgendosi poi che sul corpo portava una macchia a forma di serpente, tanto da dover rinunciare per sempre ai bagni pubblici.
Ottaviano nacque nove mesi dopo, tanto da essere considerato per ciò, figlio di Apollo. Azia, prima di partorire, sembra abbia sognato che le sue viscere fossero portate fino alle stelle, coprendo tutto lo spazio tra terra e cielo. Sempre Svetonio aggiunge che Gaio Ottavio, il padre di Ottaviano, sognò che dal ventre di Azia era nato un raggio di sole.
Una sua figliastra, più anziana, fu Ottavia maggiore, figlia di un precedente matrimonio di Gaio Ottavio con Ancaria. Ottavia maggiore fu moglie di Sesto Appuleio e nonna di Sesto Appuleio console nel 14 d.C. e marito di Fabia Numantina, figlia di Marcia (vedi sopra) e di Paolo Fabio Massimo.
Nel 59 a.C. Gaio Ottavio morì sulla strada per Roma dove doveva essere investito del titolo di console. Azia maggiore, la madre di Ottaviano si risposò con il padre del cognato, Lucio Marcio Filippo console del 56 a.C., che divenne quindi patrigno di Ottaviano.
Morì durante il primo consolato del figlio Ottaviano, nell'autunno del 43 a.C.: il suo funerale, per volere di Ottaviano, avvenne secondo i più alti onori.

## Ascendenza
|                  |                    |                    | Genitori            |  |  | Nonni            |  |  | Bisnonni |  |
|                  |                    |                    |                     |  |  | Marco Azio Balbo |  |  | …        |  |
|                  |                    |                    |                     |  |  | Marco Azio Balbo |  |  | …        |  |
|                  |                    | …                  |                     |  |  | Marco Azio Balbo |  |  |          |  |
| Marco Azio Balbo |                    |                    |                     |  |  | Marco Azio Balbo |  |  |          |  |
|                  |                    | Pompea Lucilia     | Sesto Pompeo        |  |  |                  |  |  |          |  |
|                  |                    | Pompea Lucilia     | Sesto Pompeo        |  |  |                  |  |  |          |  |
|                  |                    | Pompea Lucilia     | Lucilia             |  |  |                  |  |  |          |  |
| Azia maggiore    |                    | Pompea Lucilia     |                     |  |  |                  |  |  |          |  |
|                  | Gaio Giulio Cesare | Gaio Giulio Cesare |                     |  |  |                  |  |  |          |  |
|                  | Gaio Giulio Cesare | Gaio Giulio Cesare |                     |  |  |                  |  |  |          |  |
|                  | Gaio Giulio Cesare | …                  |                     |  |  |                  |  |  |          |  |
| Giulia minore    | Gaio Giulio Cesare |                    |                     |  |  |                  |  |  |          |  |
|                  |                    | Aurelia Cotta      | Lucio Aurelio Cotta |  |  |                  |  |  |          |  |
|                  |                    | Aurelia Cotta      | Lucio Aurelio Cotta |  |  |                  |  |  |          |  |
|                  |                    | Aurelia Cotta      | Rutilia             |  |  |                  |  |  |          |  |
|                  |                    | Aurelia Cotta      |                     |  |  |                  |  |  |          |  |